# Бланкенрат
Бланкенрат (њем. Blankenrath) општина је у њемачкој савезној држави Рајна-Палатинат. Једно је од 92 општинска средишта округа Кохем-Цел. Према процјени из 2010. у општини је живјело 1.747 становника. Посједује регионалну шифру (AGS) 7135010.

## Географски и демографски подаци
Бланкенрат се налази у савезној држави Рајна-Палатинат у округу Кохем-Цел. Општина се налази на надморској висини од 410 метара. Површина општине износи 4,6 km².

## Становништво
У самом мјесту је, према процјени из 2010. године, живјело 1.747 становника. Просјечна густина становништва износи 381 становника/km².